# Bistum Masvingo
Das Bistum Masvingo (lat.: Dioecesis Masvingensis) ist eine in Simbabwe gelegene römisch-katholische Diözese mit Sitz in Masvingo.

## Geschichte
Das Bistum Masvingo wurde am 9. Februar 1999 durch Papst Johannes Paul II. mit der Apostolischen Konstitution Ad aptius aus Gebietsabtretungen des Bistums Gweru errichtet und dem Erzbistum Bulawayo als Suffraganbistum unterstellt.

## Bischöfe von Masvingo
- Michael Dixon Bhasera, 1999–2022
- Raymond Tapiwa Mupa CSsR, seit 2023